# Nu Genea
Nu Genea, abans anomenat Nu Guinea, és un grup italià de música funk format el 2014.

## Trajectòria
Massimo Di Lena i Lucio Aquilina, dos músics nascuts a Nàpols però residents a Berlín, van formar el grup el 2014 com a Nu Guinea i van publicar el seu EP de debut homònim el mateix any. L'any 2015 va començar una col·laboració amb Tony Allen, el bateria original del grup d'afrobeat de Fela Kuti, que va donar lloc a la publicació el 15 de febrer de 2016 del disc The Tony Allen Experiments.
El 2018, a través del seu propi segell NG Records, van editar l'LP Nuova Napoli com a homenatge a la seva ciutat natal, on combinen l'ús d'instruments acústics amb l'electrònica i les veus en llengua napolitana, que va anar seguit d'una gira internacional.

## Discografia

### Com a Nu Guinea

#### Àlbums d'estudi
- 2016: The Tony Allen Experiments (Comet Records)
- 2018: Nuova Napoli (NG Records)

#### EP
- 2014: Nu Guinea (Early Sounds Records)
- 2015: World EP (Tartelet Records)
- 2017: Amore (NG Records)

### Com a Nu Genea

#### Àlbums d'estudi
- 2022: Bar Mediterraneo (NG Records i Carosello Records)

#### Senzills
- 2021: Marechià (NG Records) amb Célia Kameni
- 2022: Tienaté (NG Records) [veu de Fabiana Martone]